# Barbara Flerow-Bułhak
Barbara Flerow-Bułhak – polska szachistka rosyjskiego pochodzenia, jedna z czołowych zawodniczek w okresie międzywojennym.
Była prezeską Rosyjskiego Klubu Szachistów w Warszawie. Wystąpiła w dwóch pierwszych finałach mistrzostw Polski kobiet. W 1935 r. zajęła VII miejsce, natomiast 1937 r. zdobyła tytuł wicemistrzyni kraju (oba finały rozegrano w Warszawie). Dwukrotnie startowała w mistrzostwach Warszawy, w 1936 r. zajęła II miejsce, a w 1937 r. podzieliła (wraz z Reginą Gerlecką) I-II miejsce. W 1937 r. wystąpiła również w rozegranym w Sztokholmie 6. turnieju o mistrzostwo świata kobiet, zajmując w stawce 26 zawodniczek dzielone 17-20. miejsce. 